# Boogschieten op de Olympische Zomerspelen 1972
Boogschieten is een van de sporten die beoefend werden tijdens de Olympische Zomerspelen 1972 in München.

## Heren individueel
| rang   | sporter         | land | punten  |
| ------ | --------------- | ---- | ------- |
| Goud   | John Williams   | USA  | WR 2528 |
| Zilver | Gunnar Jervill  | SWE  | 2481    |
| Brons  | Kyösti Laasonen | FIN  | 2467    |
| 4      | Robert Cogniaux | BEL  | 2445    |
| 5      | Edwin Eliason   | USA  | 2438    |
| 6      | Donald Jackson  | CAN  | 2437    |
| 7      | Viktor Sidoroek | URS  | 2427    |
| 8      | Arne Jacobsen   | DEN  | 2423    |

## Dames individueel
| rang   | sporter          | land | punten  |
| ------ | ---------------- | ---- | ------- |
| Goud   | Doreen Wilber    | USA  | WR 2424 |
| Zilver | Irena Szydłowska | POL  | 2407    |
| Brons  | Emma Gaptsjenko  | URS  | 2403    |
| 4      | Keto Losaberidze | URS  | 2402    |
| 5      | Linda Myers      | USA  | 2385    |
| 6      | Maria Mączyńska  | POL  | 2371    |
| 7      | Kim Ho Gu        | PRK  | 2369    |
| 8      | Alla Pejoenova   | URS  | 2364    |

## Medaillespiegel
| rang   | land             | goud | zilver | brons | totaal |
| ------ | ---------------- | ---- | ------ | ----- | ------ |
| 1      | Verenigde Staten | 2    | 0      | 0     | 2      |
| 2      | Polen            | 0    | 1      | 0     | 1      |
| 2      | Zweden           | 0    | 1      | 0     | 1      |
| 4      | Finland          | 0    | 0      | 1     | 1      |
| 4      | Sovjet-Unie      | 0    | 0      | 1     | 1      |
| totaal | totaal           | 2    | 2      | 2     | 6      |

Parijs 1900 · 
St. Louis 1904 · 
Londen 1908 · 
Antwerpen 1920 · 
München 1972 · 
Montréal 1976 · 
Moskou 1980 · 
Los Angeles 1984 · 
Seoel 1988 · 
Barcelona 1992 · 
Atlanta 1996 · 
Sydney 2000 · 
Athene 2004 · 
Peking 2008 · 
Londen 2012 · 
Rio de Janeiro 2016 · 
Tokio 2020 · 
Parijs 2024 · 
Los Angeles 2028
Medaillewinnaars 
Atletiek · Badminton (demonstratie) · Basketbal · Boksen · Boogschieten · Gewichtheffen · Handbal · Hockey · Judo · Kanovaren · Moderne vijfkamp · Paardensport · Roeien · Schermen · Schietsport · Schoonspringen · Turnen · Voetbal · Volleybal · Waterpolo · Waterskiën (demonstratie) · Wielersport · Worstelen · Zeilen · Zwemmen